# Loi de Conway
Pour les articles homonymes, voir Conway.
La loi de Conway est un aphorisme qui énonce que les organisations créent des systèmes à l’image de leurs propres structures de communication. Elle est nommée ainsi après que le programmeur Melvin Conway introduit l’idée en 1967. 

« Toute organisation qui conçoit un système, au sens large, concevra une structure qui sera la copie de la structure de communication de l’organisation. »

— M. Conway
Même si elle est parfois prise avec humour, la loi de Conway est entendue comme une observation sociologique valide. Elle s'appuie sur le fait que pour fonctionner, un composant logiciel qui a de multiples auteurs nécessite que ceux-ci communiquent fréquemment. C'est ainsi que la structure des interfaces logicielles d'un système sera le reflet des limites sociales de l'organisation qui l'a produite, au travers desquelles la communication est plus difficile.

## Variantes
Eric S Raymond, un militant de l'open source qui a co-fondé Open Source Initiative, a repris la loi de Conway dans l'ouvrage The New Hacker's Dictionary, qui s'appuie sur le Jargon File qu'il entretenait depuis des années. L'organisation du logiciel et l'organisation de l'équipe projet sont congruentes, dit-il. À partir d'un résumé d'un des exemples de l'article de Conway, Raymond a écrit que « si vous avez quatre équipes travaillant sur un compilateur, vous aurez un compilateur à quatre étapes »,.
James O. Coplien et Neil B. Harrison ont établi que « si les services d'une organisation (par ex. les équipes, les services, ou encore leurs subdivisions) ne reflètent pas strictement les parties essentielles du produit, ou si les relations entre les services ne reflètent pas les relations entre les parties, le projet aura des problèmes... Ainsi : prenez garde à rendre compatible votre organisation avec l'architecture de votre produit ».
L'impact de la loi de Conway peut être relevé dans le design des sites web d'entreprises. Nigel Bevan, expert en rentabilité, a établi que « Les organisations produisent souvent des sites web dont le contenu et la structure reflètent les intérêts de l'organisation plutôt que les besoins de l'utilisateur du site ». Un effet similaire peut être retrouvé lorsque les sites web mettent en œuvre un design par comités (en).
La version de Bill Corcoran est : « La structure d'un problème reflète la structure de l'organisation qui l'a créé ».

## Preuves
Une preuve de la loi de Conway a été publiée par une équipe du MIT et par des chercheurs de la Harvard Business School, qui ont trouvé une « preuve solide pour appuyer [ce qui pour eux est équivalent à] l'hypothèse d'un effet miroir », et que des « différences significatives dans la modularité [du produit] » sont « cohérentes avec le fait que des équipes distribuées ont tendance à développer des produits plus modulaires ».
D'autres cas d'études sur ou autour de la loi de Conway ont été conduites par Nagappan, Murphy et Basili de l'Université du Maryland en collaboration avec Microsoft, et par Syeed et Hammouda à l'Université des technologies de Tampere, en Finlande.